# Kabinett Ludovic Orban II
Das Kabinett Ludovic Orban II war die von Ludovic Orban am 14. März 2020 gebildete Regierung Rumäniens.
Die Zusammensetzung war weitestgehend identisch mit dem Kabinett Ludovic Orban I. Das Kabinett war bis zum 23. Dezember 2020 im Amt. Es wurde vom Kabinett Florin Cîțu abgelöst.

## Geschichte
Am 5. Februar 2020 wurde die Regierung per Misstrauensvotum abgewählt und am 14. März 2020 aufgelöst. Drei Wochen nach dem Sturz der Regierung beauftragte Staatspräsident Klaus Iohannis den Finanzminister Florin Cîțu mit der Bildung einer neuen Regierung. Am 12. März 2020 zog der designierte rumänische Ministerpräsident Florin Cîțu seine Kandidatur zurück.
Zwei Tage später sprach das Parlament in einem Schnellverfahren der alten und neuen Regierung unter Premier Ludovic Orban das Vertrauen aus. Mit 286 Stimmen billigte am 14. März 2020 das Parlament das neue Kabinett. Es gab 23 Nein-Stimmen.

## Zusammensetzung
Das Kabinett bestand aus 18 Mitgliedern.
| Kabinett Ludovic Orban               | Kabinett Ludovic Orban | Kabinett Ludovic Orban | Kabinett Ludovic Orban | Kabinett Ludovic Orban | Kabinett Ludovic Orban |
| Funktion                             | Bild                   | Name                   | Partei                 | Amtszeit (Beginn)      | Amtszeit (Ende)        |
| ------------------------------------ | ---------------------- | ---------------------- | ---------------------- | ---------------------- | ---------------------- |
| Ministerpräsident                    |                        | Ludovic Orban          | PNL                    | 14. März 2020          | 7. Dezember 2020       |
| Ministerpräsident                    |                        | Nicolae Ciucă          | Parteilos              | 7. Dezember 2020       | 23. Dezember 2020      |
| Stellvertretende Ministerpräsidentin |                        | Raluca Turcan          | PNL                    | 14. März 2020          | 23. Dezember 2020      |
| Außenminister                        |                        | Bogdan Aurescu         | Parteilos              | 14. März 2020          | 23. Dezember 2020      |
| Verteidigungsminister                |                        | Nicolae Ciucă          | Parteilos              | 14. März 2020          | 23. Dezember 2020      |
| Justizminister                       |                        | Cătălin Predoiu        | PNL                    | 14. März 2020          | 23. Dezember 2020      |
| Finanzminister                       |                        | Florin Cîțu            | PNL                    | 14. März 2020          | 23. Dezember 2020      |
| Umweltminister                       |                        | Costel Alexe           | PNL                    | 14. März 2020          | 5. November 2020       |
| Umweltminister                       |                        | Mircea Fechet          | PNL                    | 5. November 2020       | 23. Dezember 2020      |
| Minister für Wirtschaft und Energie  |                        | Virgil Popescu         | PNL                    | 14. März 2020          | 23. Dezember 2020      |
| Innenminister                        |                        | Marcel Vela            | PNL                    | 14. März 2020          | 23. Dezember 2020      |
| Gesundheitsminister                  |                        | Victor Costache        | PNL                    | 14. März 2020          | 26. März 2020          |
| Gesundheitsminister                  |                        | Nelu Tătaru            | PNL                    | 26. März 2020          | 23. Dezember 2020      |
| Landwirtschaftsminister              |                        | Adrian Oros            | PNL                    | 14. März 2020          | 23. Dezember 2020 '    |
| Arbeitsministerin                    |                        | Violeta Alexandru      | PNL                    | 14. März 2020          | 23. Dezember 2020      |
| Verkehrsminister                     |                        | Lucian Bode            | PNL                    | 14. März 2020          | 23. Dezember 2020      |
| Ministerin für Bildung und Forschung |                        | Monica Anisie          | PNL                    | 14. März 2020          | 23. Dezember 2020      |
| Arbeitsminister                      |                        | Ion Ștefan             | PNL                    | 14. März 2020          | 23. Dezember 2020      |
| Minister für Kultur                  |                        | Bogdan Gheorghiu       | PNL                    | 14. März 2020          | 23. Dezember 2020      |
| Jugend- und Sportminister            |                        | Ionuț Stroe            | PNL                    | 14. März 2020          | 23. Dezember 2020      |
| Minister für europäische Fonds       |                        | Ioan-Marcel Boloș      | PNL                    | 14. März 2020          | 23. Dezember 2020      |